# Харбах (Округ Алтенкирхен)
Харбах (њем. Harbach) општина је у њемачкој савезној држави Рајна-Палатинат. Једно је од 119 општинских средишта округа Алтенкирхен (Вестервалд). Према процјени из 2010. у општини је живјело 570 становника. Посједује регионалну шифру (AGS) 7132045.

## Географски и демографски подаци
Харбах се налази у савезној држави Рајна-Палатинат у округу Алтенкирхен (Вестервалд). Општина се налази на надморској висини од 284 метра. Површина општине износи 5,6 km². У самом мјесту је, према процјени из 2010. године, живјело 570 становника. Просјечна густина становништва износи 101 становника/km².

## Међународна сарадња
| Мјесто | Држава    | Врста сарадње | Од    |
| ------ | --------- | ------------- | ----- |
|        | Француска | пријатељство  | 2001. |
| Извор  |           |               |       |